# Emma Lathen
Emma Lathen est le nom de plume conjoint de Mary Jane Latsis (12 juillet 1927 - 29 octobre 1997) et de Martha Henissart (1929), auteures américaines de roman policier. Elles signent une partie de leur œuvre d'un autre pseudonyme R. B. Dominic.

## Biographie
Martha Henissart fait des études de physique au Mount Holyoke College. Les deux jeunes femmes se rencontrent à l'université Harvard.
Leur pseudonyme Emma Lathen est construit à partir de leurs deux noms, «M» de Marie et «Ma» de Martha, et «Lat» de Latsis et «Hen» de Henissart. En 1961, elles publient leur premier roman, Banking on Death. C'est le premier volume d'une série consacrée à John Putnam Thatcher, un banquier de Wall Street. Avec Murder Against the Grain, titre paru en 1967 et sixième roman de cette série, elles sont lauréates du Gold Dagger Award 1967.
En 1968, sous le pseudonyme de R. B. Dominic, elles débutent une nouvelle série consacrée à Ben Safford, membre du Congrès des États-Unis. 
En 1997, elles obtiennent un prix Agatha pour l'ensemble de leur œuvre.
Selon les critiques littéraires Jean Swanson et James Dean, elles « ont un talent unique pour écrire de façon claire et divertissante à propos intrigues financières compliquées, pour combiner ces questions d'affaires avec l'actualité, et pour créer des mystères bien tracées qui produisent romans fascinants et civilisées ».

## Œuvre

### Romans signés Emma Lathen

#### SérieJohn Putnam Thatcher
- Banking on Death (1961)
- A Place for Murder (1963)
- Accounting for Murder (1964)
- Murder Makes the Wheels Go Round (1966)
- Death Shall Overcome (1966)
- Murder Against the Grain (1967)
- A Stitch in Time (1968)
- Come to Dust (1968)
- When in Greece (1969)
- Murder to Go (1969)
- Pick Up Sticks (1970)
- Ashes to Ashes (1971)
- The Longer the Thread (1971)
- Murder Without Icing (1972)
- Sweet and Low (1974)
- By Hook or By Crook (1975) Publié en français sous le titre Dames, trames, drames, Paris, Fleuve noir, coll. « Littérature policière » no 1, 1982  (ISBN 2-265-01912-7)
- Double, Double, Oil and Trouble (1978)
- Going For the Gold (1981)
- Green Grow the Dollars (1982)
- Something in the Air (1988)
- East is East (1991)
- Right on the Money (1993)
- Brewing Up a Storm (1996)
- A Shark Out of Water (1997)

### Romans signés R.B. Dominic

#### SérieBen Safford
- Murder Sunny Side Up (1968)
- Murder in High Place (1969)
- There Is No Justice (1971), aussi paru sous le titre Murder out of Court
- Epitaph for a Lobbyist (1974)
- Murder Out of Commission (1976)
- The Attending Physician (1980)
- Unexpected Developments (1983), aussi paru sous le titre A Flaw in the System

## Prix et distinctions

### Prix
- Gold Dagger Award 1967 pour Murder Against the Grain[2]
- The Ellery Queen Award 1983[3]
- Prix Agatha 1997 Lifetime Achievement[4]

### Nomination
- Prix Edgar-Allan-Poe 1970 du meilleur roman pour When in Greece[3]